# 기아 오피러스
기아 오피러스(Kia Opirus)는 기아에서 생산했던 대형 세단이다.

## 1세대(GH) (현대 그랜저(3~4세대 모델)와 형제차)

### 오피러스(2003년3월~2006년5월)

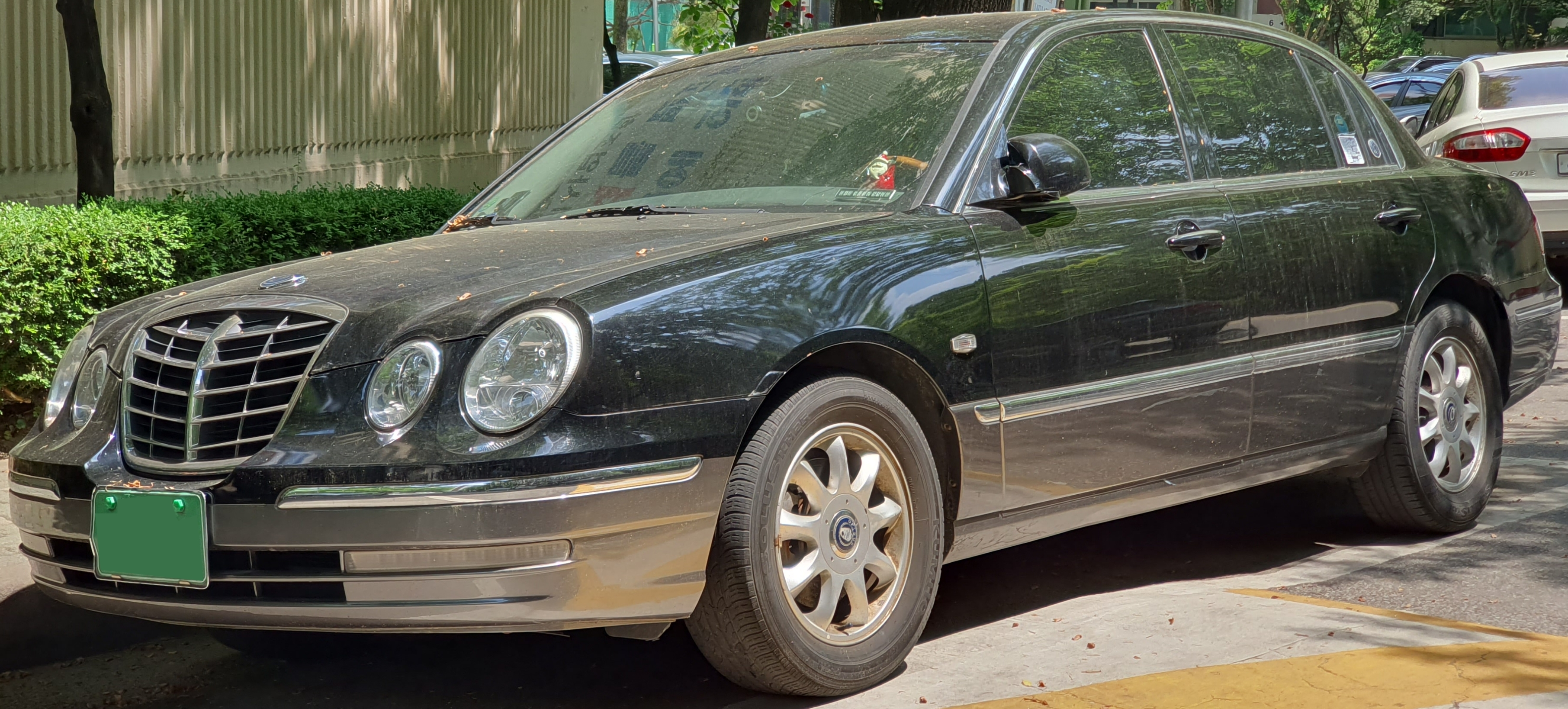
기아 오피러스 정측면

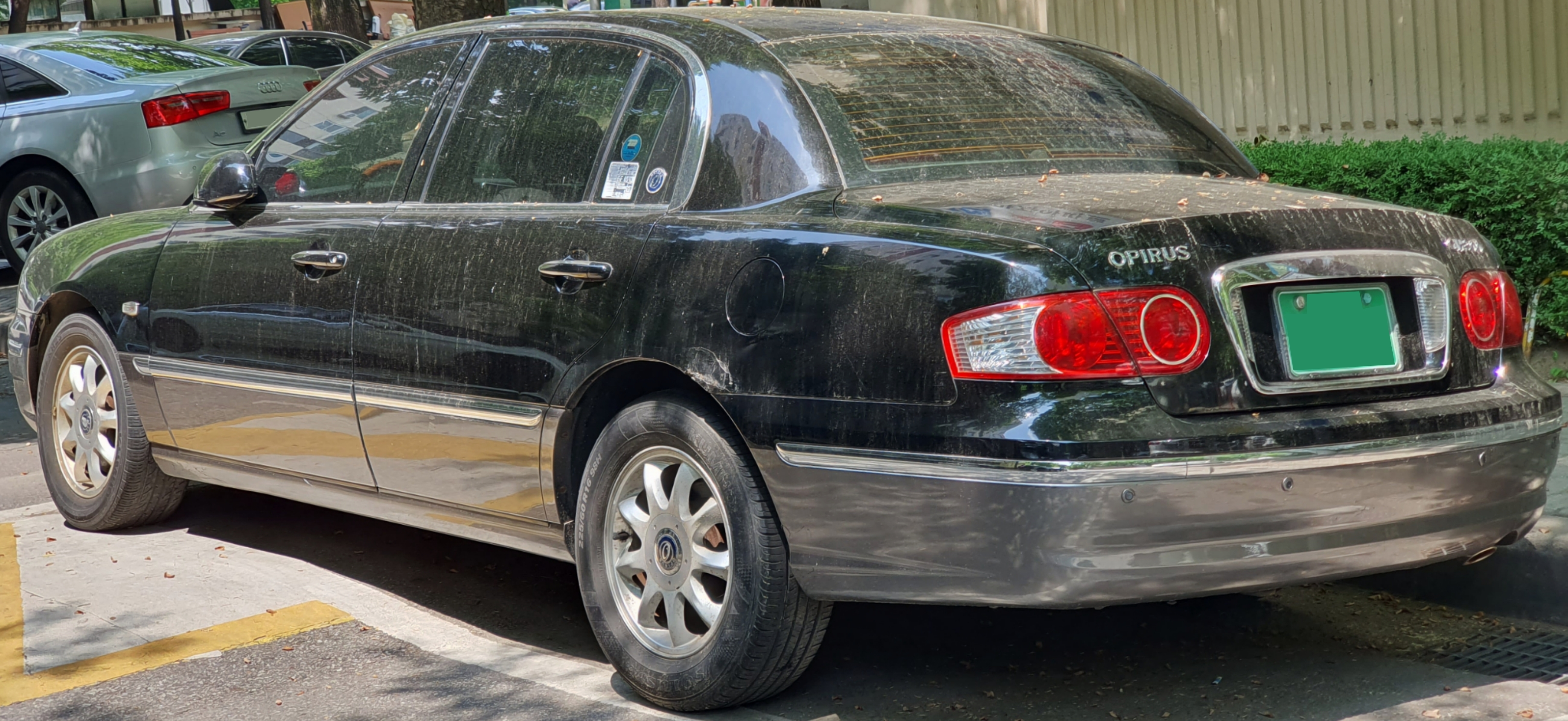
기아 오피러스 후측면

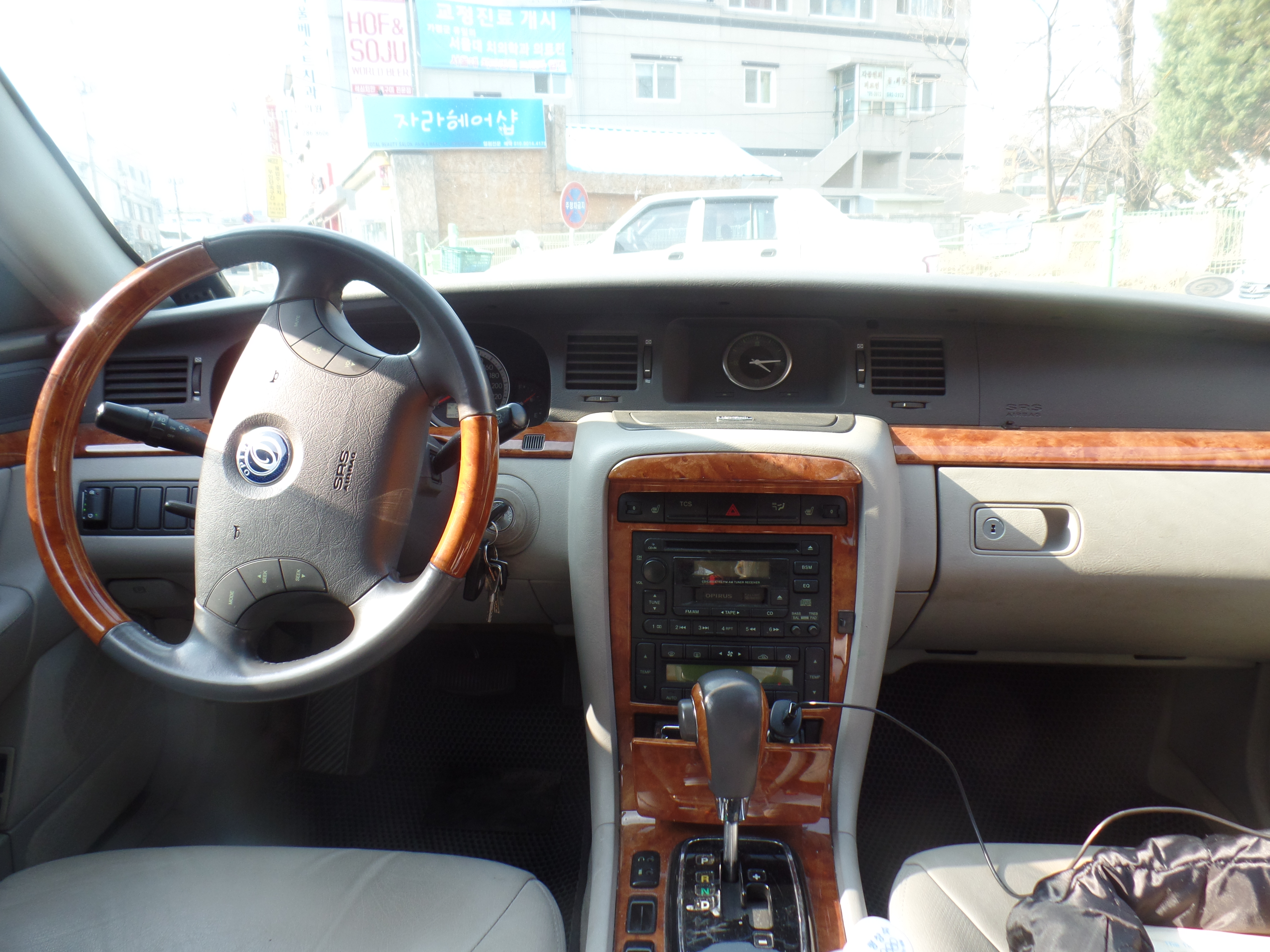
기아 오피러스 실내

당초 현대 그랜저 XG의 플랫폼을 활용해 현대 다이너스티의 후속 차종으로 개발되고 있었으나, 개발 도중 기아자동차에 넘겨져 엔터프라이즈를 대체하는 차종으로 출시되었다. 차명인 오피러스는 영어로 '의견 주도층(Opinion Leader Of Us)'을 의미하며, 동시에 라틴어로 '황금의 땅(Ophir Rus)'을 의미하기도 한다. 2003년 3월 12일에 출시됐고, 출시 전에 SBS 드라마 올인에 먼저 등장하기도 했다. 2004년 4월 22일에는 국산 자동차 최초의 스마트키 시스템이 적용된 2004년형이 출시되었다. 2005년 3월 16일에 선보인 2005년형은 V6 3.8L 람다 엔진이 기존의 V6 3.5L 시그마 엔진을 대체하였고, 방향 지시등 내장 아웃 사이드 미러와 후방 카메라 등이 적용되었다.
| 구분                 | 오피러스 2.7L V6 델타 가솔린                   | 오피러스 3.0L V6 시그마 가솔린 | 오피러스 3.5L V6 시그마 가솔린        | 오피러스 3.8L V6 람다 가솔린 |
| -------------------- | ---------------------------------------------- | ------------------------------ | ------------------------------------- | ---------------------------- |
| 전장 (mm)            | 4,980                                          | 4,980                          | 4,980                                 | 4,980                        |
| 전폭 (mm)            | 1,850                                          | 1,850                          | 1,850                                 | 1,850                        |
| 전고 (mm)            | 1,485                                          | 1,485                          | 1,485                                 | 1,485                        |
| 축거 (mm)            | 2,800                                          | 2,800                          | 2,800                                 | 2,800                        |
| 윤거 (전, mm)        | 1,570                                          | 1,570                          | 1,570                                 | 1,570                        |
| 윤거 (후, mm)        | 1,560                                          | 1,560                          | 1,560                                 | 1,560                        |
| 승차 정원            | 5명                                            | 5명                            | 5명                                   | 5명                          |
| 변속기               | 자동 5단                                       | 자동 5단                       | 자동 5단                              | 자동 5단                     |
| 서스펜션 (전/후)     | 더블 위시본/멀티 링크                          | 더블 위시본/멀티 링크          | 더블 위시본/멀티 링크                 | 더블 위시본/멀티 링크        |
| 구동 형식            | 전륜 구동                                      | 전륜 구동                      | 전륜 구동                             | 전륜 구동                    |
| 엔진 형식            | G6BA                                           | G6CT                           | G6CU                                  | G6DA                         |
| 연료                 | 가솔린                                         | 가솔린                         | 가솔린                                | 가솔린                       |
| 배기량 (cc)          | 2,656                                          | 2,972                          | 3,497                                 | 3,778                        |
| 최고 출력 (ps/rpm)   | 182/6,000 (이후 176/6,000, 174/6,000으로 변경) | 187/5,500                      | 198/5,500 (이후 203/5,500으로 변경)   | 250/6,000                    |
| 최대 토크 (kg*m/rpm) | 24.7/4,000 (이후 24.2/4,000으로 변경)          | 25.9/3,500                     | 30.0/3,500 (이후 30.4/3,500으로 변경) | 35.0/3,500                   |
| 연비 (km/L)          | 7.8 (이후 7.9로 변경)                          | 7.6                            | 7.3                                   | 7.9                          |

### 아만티(2003년10월~2006년5월)

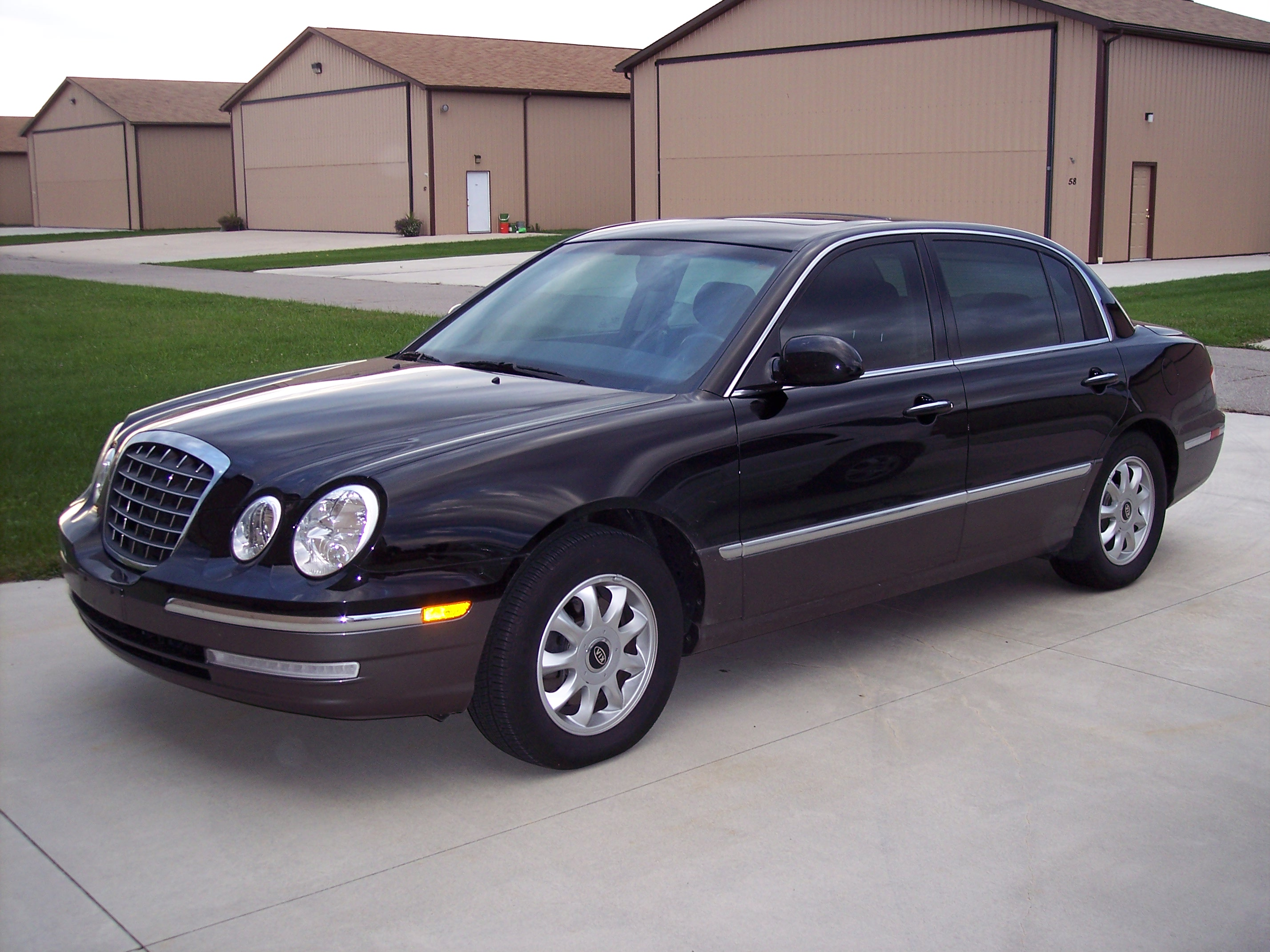
기아 아만티 (전기형, 북미 현지 차종) 정측면

미국 시장에서는 2003년 10월에 수출됐으며, V6 3.5L 시그마 엔진을 장착해서 아만티라는 차명으로 판매됐다.

### 뉴 오피러스(2006년5월~2009년5월)

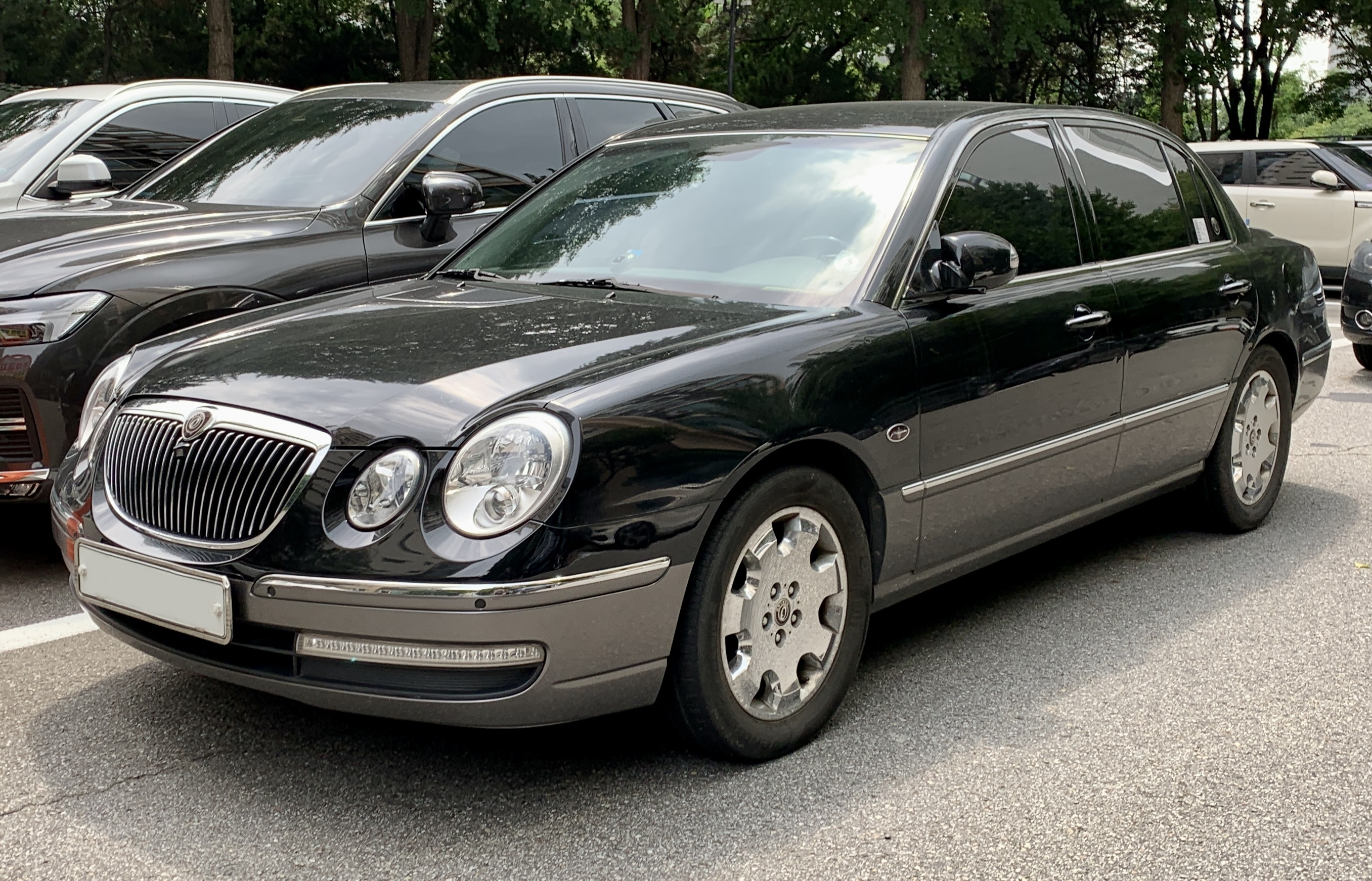
기아 뉴 오피러스 정측면

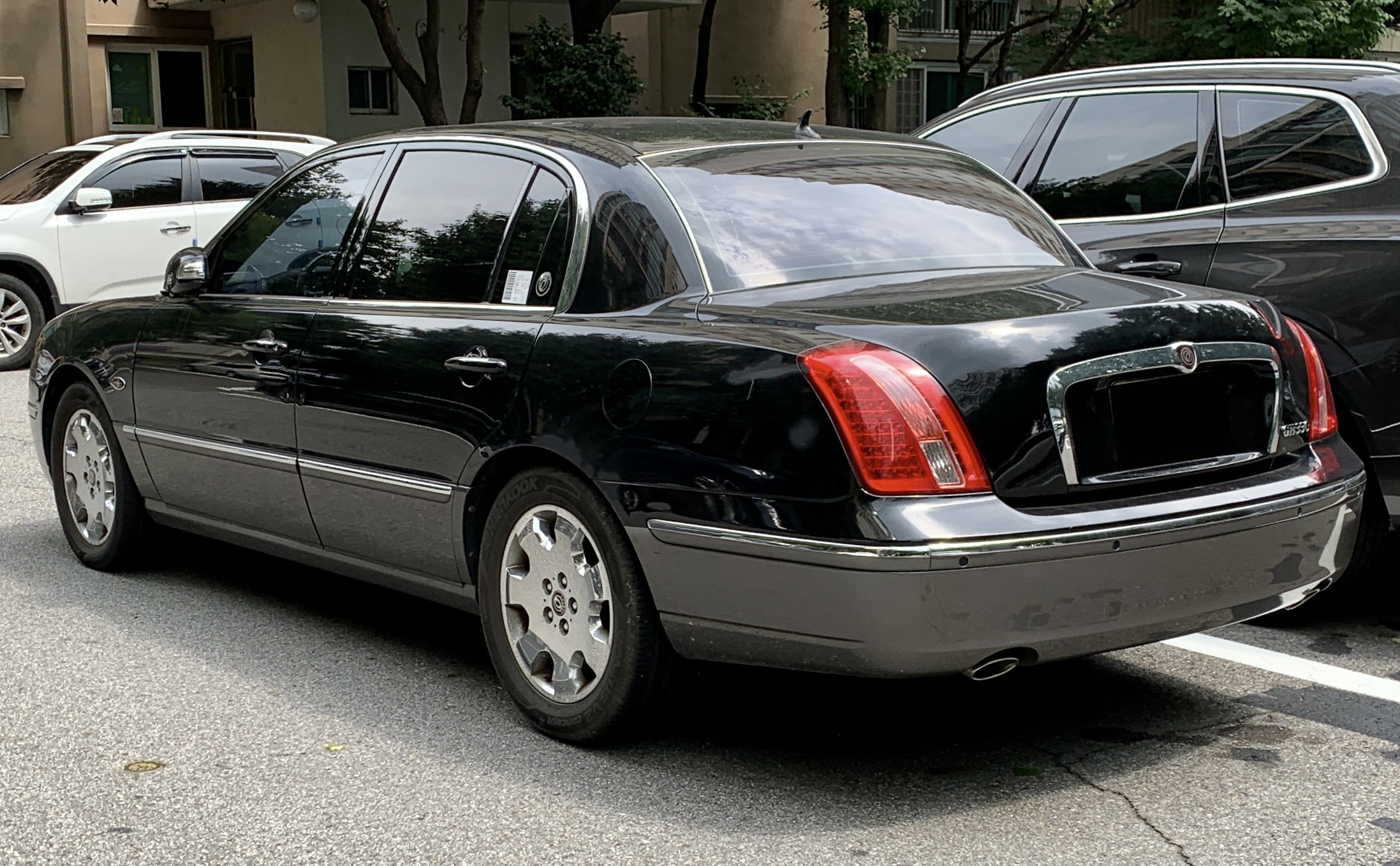
기아 뉴 오피러스 후측면

2006년 5월 23일에 페이스 리프트를 거친 뉴 오피러스가 출시되었으며, 내·외장 디자인 등이 바뀌었다. 기존 오피러스가 현대 그랜저 XG의 플랫폼을 활용한 반면, 뉴 오피러스부터는 현대 그랜저 TG의 플랫폼을 사용하게 된다. 새로 개발된 V6 2.7L 뮤 엔진, V6 3.3L 람다 엔진이 적용되었고, 알루미늄 엔진 블록과 알루미늄 마그네슘 등의 소재 사용을 늘려 공차 중량을 줄였다. 2007년 7월 18일에 선보인 2008년형은 뒤에도 길어진 신규 번호판을 장착할 수 있도록 했고, DVD 네비게이션에 위험 지역 알림 기능 추가, 보조 매트 후면부 재질 개선(미끄럼 방지) 등의 변화가 이뤄졌다. 2008년 4월 28일에 선보인 2009년형은 자동 요금 징수 시스템, MP3 기능과 AUX/USB/iPod 단자가 추가된 오디오 등이 적용되었다.
| 구분                 | 뉴 오피러스 2.7L V6 뮤 가솔린 | 뉴 오피러스 3.3L V6 람다 가솔린 | 뉴 오피러스 3.8L V6 람다 가솔린 |
| -------------------- | ----------------------------- | ------------------------------- | ------------------------------- |
| 전장 (mm)            | 5,000                         | 5,000                           | 5,000                           |
| 전폭 (mm)            | 1,850                         | 1,850                           | 1,850                           |
| 전고 (mm)            | 1,485                         | 1,485                           | 1,485                           |
| 축거 (mm)            | 2,800                         | 2,800                           | 2,800                           |
| 윤거 (전, mm)        | 1,585                         | 1,585                           | 1,585                           |
| 윤거 (후, mm)        | 1,590                         | 1,590                           | 1,590                           |
| 승차 정원            | 5명                           | 5명                             | 5명                             |
| 변속기               | 자동 5단                      | 자동 5단                        | 자동 5단                        |
| 서스펜션 (전/후)     | 더블 위시본/멀티 링크         | 더블 위시본/멀티 링크           | 더블 위시본/멀티 링크           |
| 구동 형식            | 전륜 구동                     | 전륜 구동                       | 전륜 구동                       |
| 엔진 형식            | G6EA                          | G6DB                            | G6DA                            |
| 연료                 | 가솔린                        | 가솔린                          | 가솔린                          |
| 배기량 (cc)          | 2,656                         | 3,342                           | 3,778                           |
| 최고 출력 (ps/rpm)   | 192/6,000                     | 247/6,000                       | 266/6,000                       |
| 최대 토크 (kg*m/rpm) | 25.5/4,000                    | 31.5/4,500                      | 36.0/4,500                      |
| 연비 (km/L)          | 9.2                           | 9.0                             | 8.6                             |

### 아만티(2006년5월~2010년)

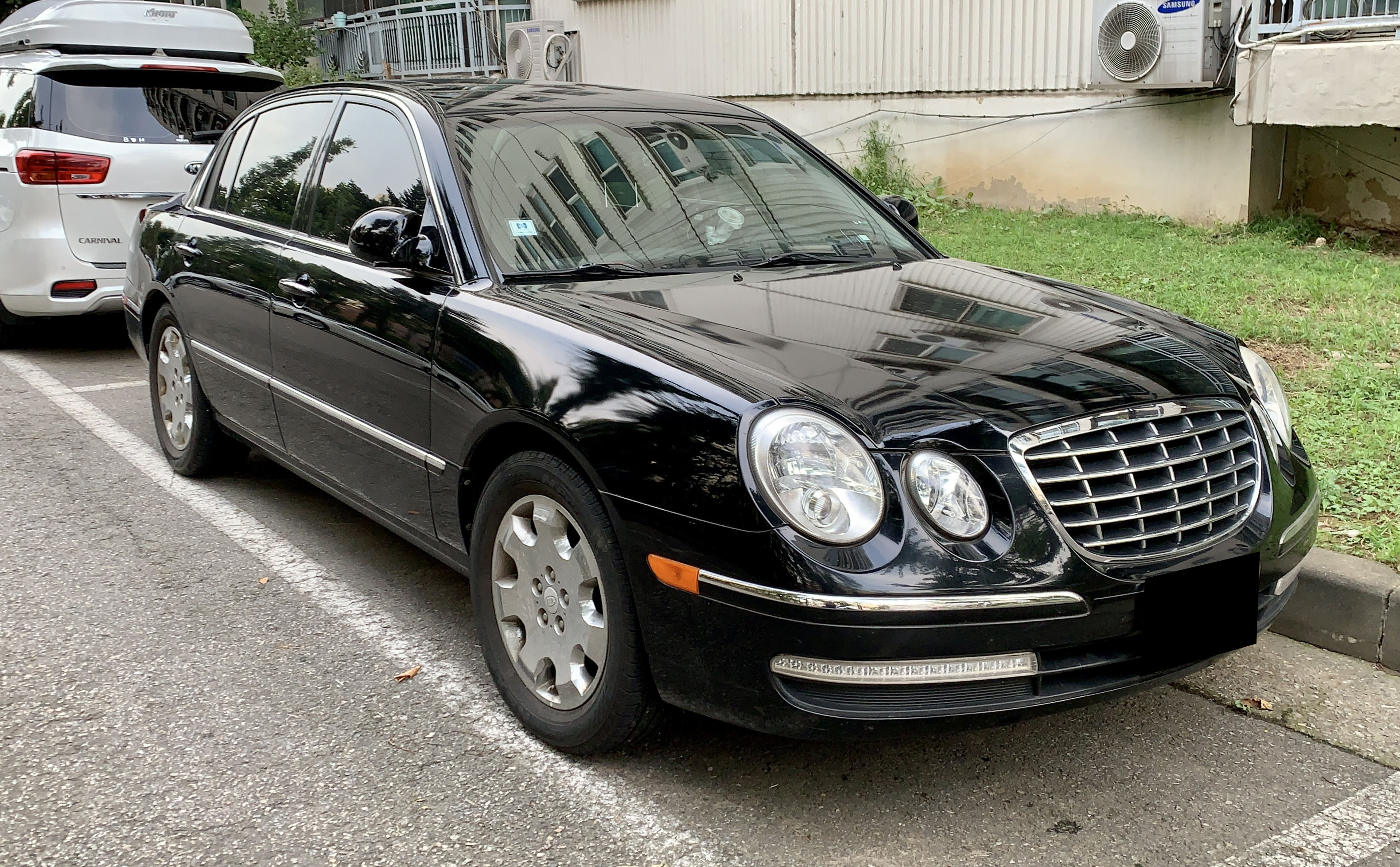
기아 아만티 (후기형, 북미 현지 차종) 정측면

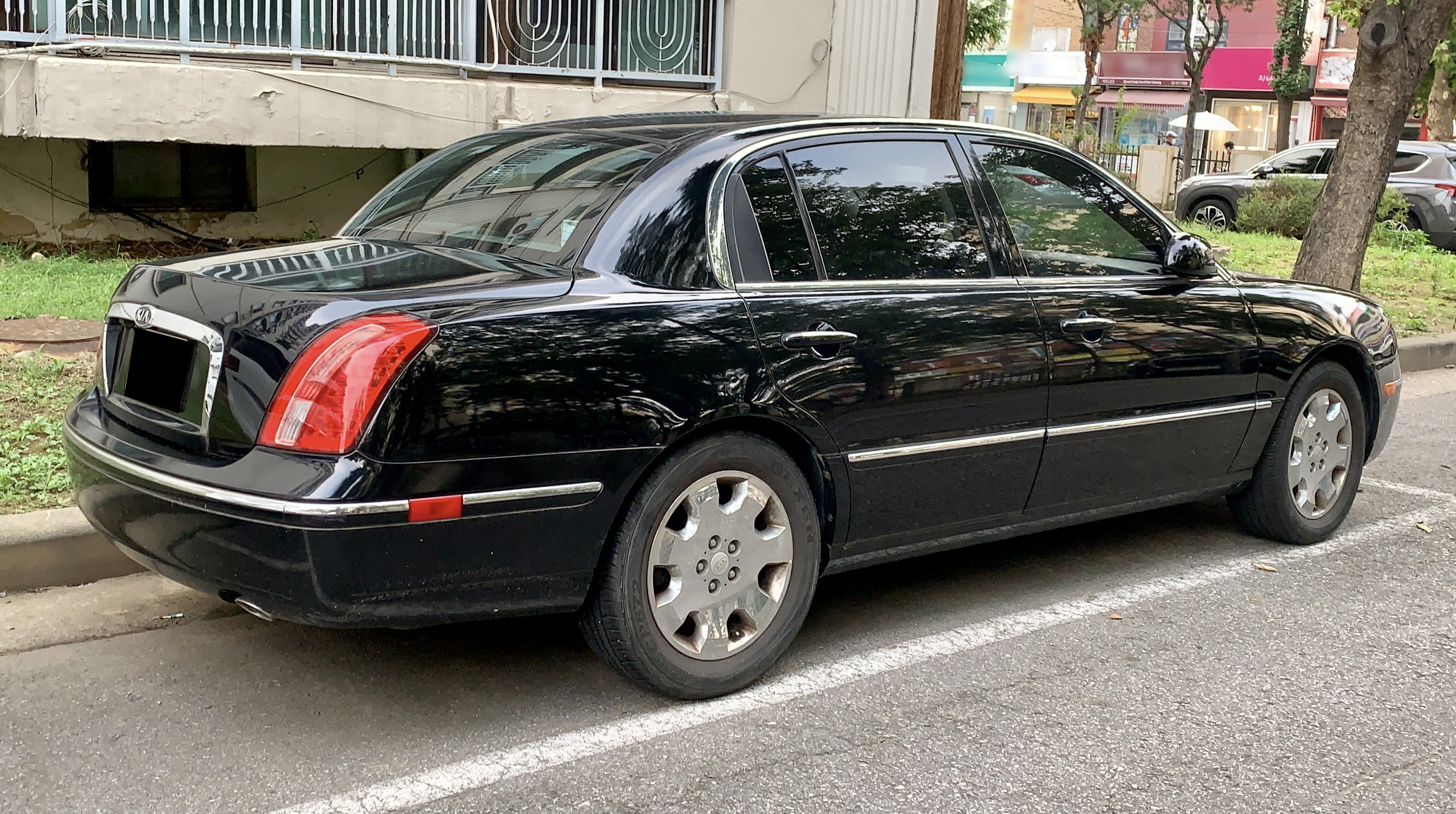
기아 아만티 (후기형, 북미 현지 차종) 후측면

뉴 오피러스의 북미 수출형이며, 로고와 그릴이 내수형과는 다르다.

### 오피러스 프리미엄(2009년5월~2011년12월)

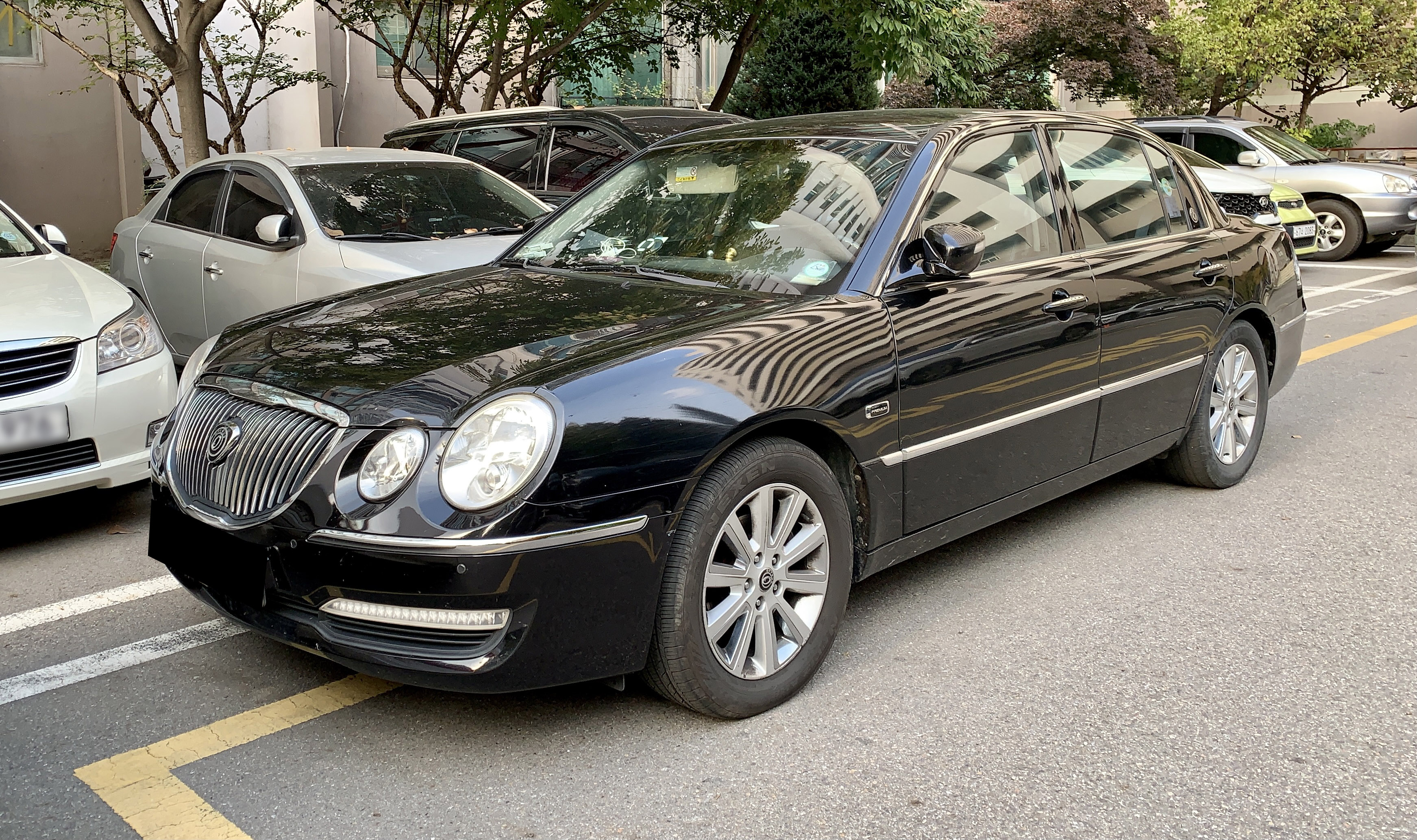
기아 오피러스 프리미엄 정측면

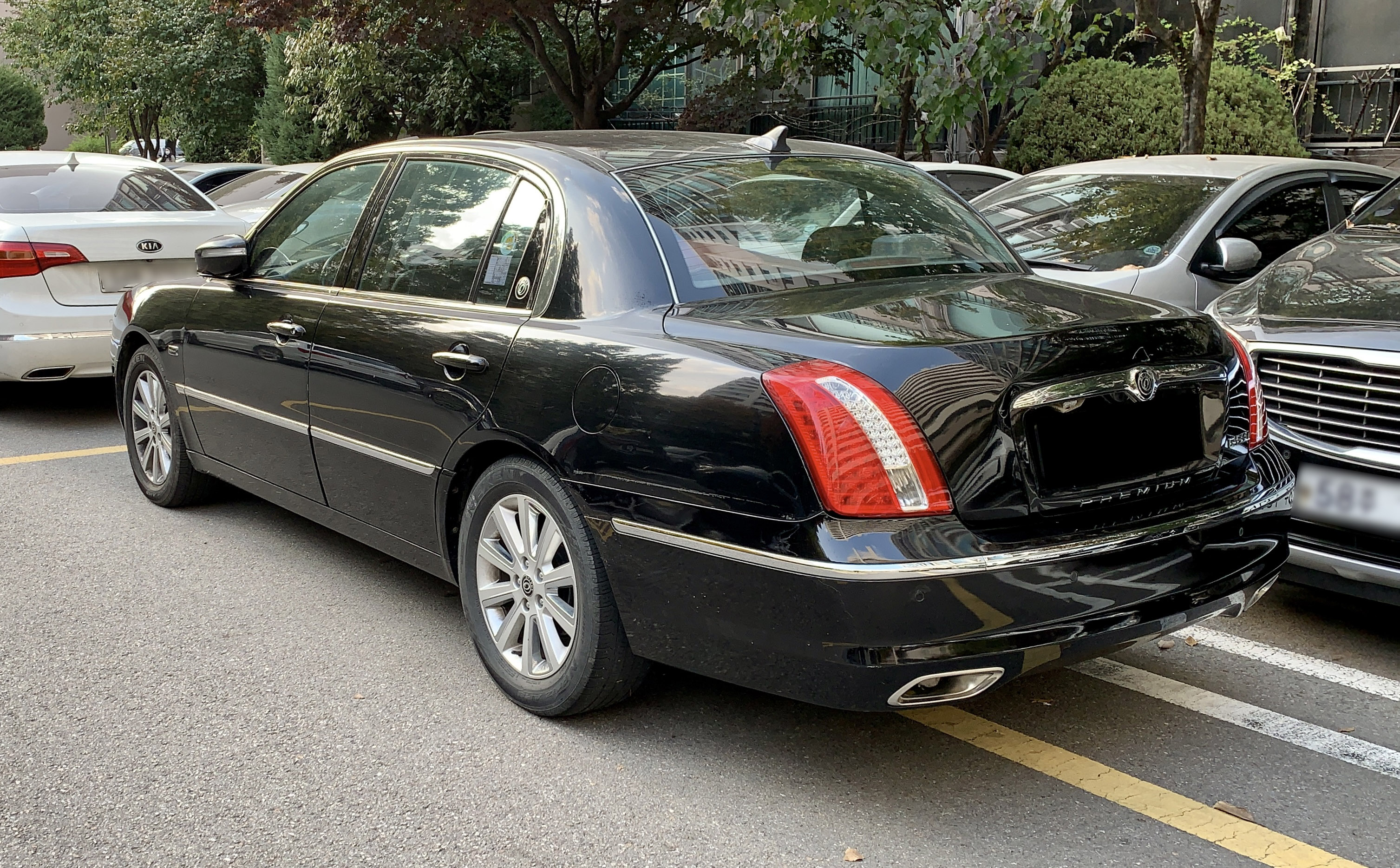
기아 오피러스 프리미엄 후측면

2009년 5월 23일에는 패밀리 룩이 적용된 라디에이터 그릴과 범퍼 매립형 듀얼 머플러, 6단 자동변속기 등을 갖춘 오피러스 프리미엄이 선보였다. 또한 화성 공장에서 광명 소하리공장으로 옮겨 생산되었다. 같은 해 12월에 수출이 중단됐고, 대한민국을 제외한 국가에서는 K7(카덴자)으로 대체됐다. 2010년 10월 7일에는 크루즈 컨트롤, 멀티 통합 전자식 룸 미러(하이 패스, 후방 카메라), 웰컴 시스템 등이 적용된 2011년형이 선보였다. 2011년 12월에 생산이 완전히 중단된 후, 한동안 재고 차량이 판매되었다. 이후 기아자동차의 기함 자리는 2012년 5월 2일에 선보인 후속 후륜구동 차종인 K9으로 이관되었다.
| 구분                 | 오피러스 프리미엄 2.7L V6 뮤 가솔린 | 오피러스 프리미엄 3.3L V6 람다 가솔린 | 오피러스 프리미엄 3.8L V6 람다 가솔린 |
| -------------------- | ----------------------------------- | ------------------------------------- | ------------------------------------- |
| 전장 (mm)            | 5,000                               | 5,000                                 | 5,000                                 |
| 전폭 (mm)            | 1,850                               | 1,850                                 | 1,850                                 |
| 전고 (mm)            | 1,485                               | 1,485                                 | 1,485                                 |
| 축거 (mm)            | 2,800                               | 2,800                                 | 2,800                                 |
| 윤거 (전, mm)        | 1,585                               | 1,585                                 | 1,585                                 |
| 윤거 (후, mm)        | 1,590                               | 1,590                                 | 1,590                                 |
| 승차 정원            | 5명                                 | 5명                                   | 5명                                   |
| 변속기               | 자동 6단                            | 자동 6단                              | 자동 6단                              |
| 서스펜션 (전/후)     | 더블 위시본/멀티 링크               | 더블 위시본/멀티 링크                 | 더블 위시본/멀티 링크                 |
| 구동 형식            | 전륜 구동                           | 전륜 구동                             | 전륜 구동                             |
| 엔진 형식            | G6EA                                | G6DB                                  | G6DA                                  |
| 연료                 | 가솔린                              | 가솔린                                | 가솔린                                |
| 배기량 (cc)          | 2,656                               | 3,342                                 | 3,778                                 |
| 최고 출력 (ps/rpm)   | 195/6,000                           | 259/6,200                             | 284/6,000                             |
| 최대 토크 (kg*m/rpm) | 25.6/4,500                          | 32.2/4,800                            | 36.4/4,500                            |
| 연비 (km/L)          | 10.6                                | 10.1                                  | 9.6                                   |

## 역대 슬로건

### 1세대(GH)
- 모든 세단이 꿈꾸는 세단 (오피러스)
- 당신을 감탄합니다 (오피러스)
- 뜻밖의 당신 (오피러스)
- The N.E.X.T (뉴 오피러스)
- 리더의 품격 (뉴 오피러스)
- The intelligent (뉴 오피러스)
- 리더의 길 (오피러스 프리미엄)